# Ногайская даруга
Ногайская дару́га — административно-территоральная единица Оренбургской губернии. Включала центральную и южную части губернии, бассейны рек Белая и Яик (в верхнем и среднем течении).. С введением деления на уезды в 1781 на территории Ногайской дороги были образованы Бугульминский уезд, Бугурусланский уезд, Оренбургский уезд, Стерлитамакский уезд, части Белебеевского уезда, Верхнеуральского уезда, Сергиевского уезда. Окончательно упразднена после введения кантонной системы управления.

## История

Карта: «Деление Уфимской провинции и Башкирии на дороги», Ландскарты Оренбургской губернии Красильникова, 1755 год

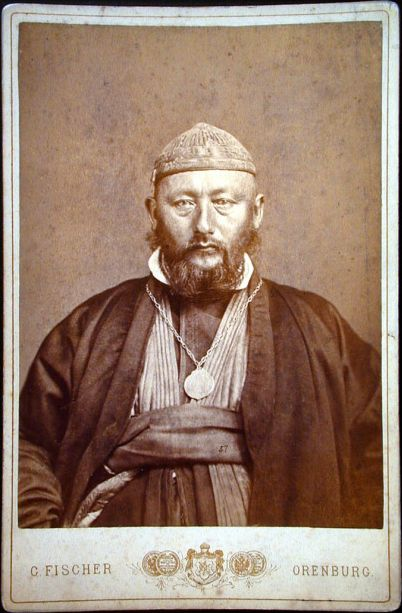
Старшина башкир

Мнение о том, что административные единицы Казанского ханства назывались даругами (откуда якобы, ввиду случайного совпадения, возник русский термин «дорога») — ошибочно. Оно базируется на гипотезе М. Г. Худякова, опирающейся, в свою очередь, на краткое замечание Д. А. Корсакова. Хотя в настоящее время предположение Худякова ещё в силу инерции повторяется некоторыми исследователями, к концу XX века оно явно вышло за рамки научного знания. На самом деле основные провинции Казанского ханства обозначались арабским термином вилайя, а более мелкие территориальные подразделения словом ил. Сам же термин даруга служил только для обозначения должности наместника (даруга-бек). Вероятнее всего, термин даруга произошел от русского военно-административного термина середины XVII в. — дорога (в данном случае, Ногайская дорога). Как справедливо заметил ещё И. П. Ермолаев (1982), термин дорога применительно к землям Казанского ханства, а потом Башкортостана, возник как обозначение направлений, завоеваний московских царей на востоке Поволжья. В свою очередь он базировался на давней русской традиции называть области сторонами (Горная, Ногайская, Арская сторона и т. п.).

### Старшины Ногайской дороги
- Алибай Мурзагулов, в 1773 году старшина Ногайской дороги[4]
- Кинзя Арсланов старшина Бушман-Кипчакской волости Ногайской дороги[4]
- Ямансары Яппаров старшина Суун-Кыпсакской волости Ногайской дороги[5]

Волости Ногайской даруги:
| Башкиры ногайской дороги                   |                                                |
| Настоящие роды или волости                 | Произошедшие от них тюбы (части рода)и аймаки  |
| Минская (баш. Мең) в ней 477 дворов        | 1. Чубинский                                   |
| Минская (баш. Мең) в ней 477 дворов        | 2. Кыркулинский                                |
| Минская (баш. Мең) в ней 477 дворов        | 3. Яиксубянский                                |
| Минская (баш. Мең) в ней 477 дворов        | 4. Кули Минский (баш. Ҡол-Мең)                 |
| Минская (баш. Мең) в ней 477 дворов        | 5. Слы Минский                                 |
| Минская (баш. Мең) в ней 477 дворов        | 6. Нагайлар минский (баш. Нуғай-Мең)           |
| Минская (баш. Мең) в ней 477 дворов        | 7. Миркитский (баш. Меркет)                    |
| Минская (баш. Мең) в ней 477 дворов        | 8. Уршек Минский (баш. Өршәк-Мең)              |
| Минская (баш. Мең) в ней 477 дворов        | 9. Илькей Минский (баш. Мең иле)               |
| Минская (баш. Мең) в ней 477 дворов        | 10. Саралинский                                |
| Минская (баш. Мең) в ней 477 дворов        | 11. Кубовский (баш. Ҡобау-Мең)                 |
| Минская (баш. Мең) в ней 477 дворов        | 12. Ик Минский (баш. Ыҡ-Мең)                   |
| Табынская (баш. Табын) в ней 387 дворов    | 1. Биш Аулинский (баш. Биш-ауыл)               |
| Табынская (баш. Табын) в ней 387 дворов    | 2. Кси Табынский (баш. Кесе-Табын)             |
| Табынская (баш. Табын) в ней 387 дворов    | 3. Юмран Табынский (баш. Йомран-Табын)         |
| Табынская (баш. Табын) в ней 387 дворов    | 4. Калчир Табынский (баш. Кәлсер-Табын)        |
| Табынская (баш. Табын) в ней 387 дворов    | 5. Кумрутский                                  |
| Табынская (баш. Табын) в ней 387 дворов    | 6. Дуван Табынский (баш. Дыуан-Табын)          |
| Табынская (баш. Табын) в ней 387 дворов    | 7. Мялля Табынский                             |
| Юрматинская в ней 521 двор                 | 1. Мешер Юрматинский                           |
| Юрматинская в ней 521 двор                 | 2. Тяльтинский                                 |
| Юрматинская в ней 521 двор                 | 3. Бакаевский                                  |
| Юрматинская в ней 521 двор                 | 4. Арларский                                   |
| Юрматинская в ней 521 двор                 | 5. Биш Казанский                               |
| Юрматинская в ней 521 двор                 | 6. Макарьевский                                |
| Кипчакская (баш. Ҡыпсаҡ) в ней 1332 двора  | 1. Бушманский (баш. Бошман-Ҡыпсаҡ)             |
| Кипчакская (баш. Ҡыпсаҡ) в ней 1332 двора  | 2. Сун Кипчакский                              |
| Кипчакская (баш. Ҡыпсаҡ) в ней 1332 двора  | 3. Чакминский                                  |
| Кипчакская (баш. Ҡыпсаҡ) в ней 1332 двора  | 4. Сарыш Кипчакский                            |
| Кипчакская (баш. Ҡыпсаҡ) в ней 1332 двора  | 5. Герясь Кипчакский                           |
| Кипчакская (баш. Ҡыпсаҡ) в ней 1332 двора  | 6. Карагай Кипчакский (баш. Ҡарағай-Ҡыпсаҡ)    |
| Бурзянская(баш. Бөрйән) в ней 448 дворов   | 1. Жанса Бурзянский                            |
| Бурзянская(баш. Бөрйән) в ней 448 дворов   | 2. Байулинский (баш. Байыулы)                  |
| Бурзянская(баш. Бөрйән) в ней 448 дворов   | 3. Мушашевской                                 |
| Бурзянская(баш. Бөрйән) в ней 448 дворов   | 4. Емашевской                                  |
| Бурзянская(баш. Бөрйән) в ней 448 дворов   | 5. Карагай Бурзянский(баш. Ҡарағай-Бөрйән)     |
| Бурзянская(баш. Бөрйән) в ней 448 дворов   | 6. Дир Бурзянский                              |
| Бурзянская(баш. Бөрйән) в ней 448 дворов   | 6. Нагайларский (баш. Нуғай)                   |
| Усергенская (баш. Үҫәргән) в ней 381 двор  | 1. Ай Усергенский (баш. Ай-Үҫәргән)            |
| Усергенская (баш. Үҫәргән) в ней 381 двор  | 2. Жайтюбя Усергенский (баш. Йәй-түбә Үҫәргән) |
| Усергенская (баш. Үҫәргән) в ней 381 двор  | 3. Шишайлярский (баш. Шишәй)                   |
| Усергенская (баш. Үҫәргән) в ней 381 двор  | 4. Башайлярский (баш. Бишәй)                   |
| Усергенская (баш. Үҫәргән) в ней 381 двор  | 5. Сурянский (баш. Сурән)                      |
| Усергенская (баш. Үҫәргән) в ней 381 двор  | 6. Чурашевский (баш. Сураш)                    |
| Тингаурская(баш. Түңгәүер) в ней 80 дворов | 1. Урман Тингаурский (баш. Урман-Түңгәүер)     |
| Тингаурская(баш. Түңгәүер) в ней 80 дворов | 2. Ялань Тингаурский (баш. Ялан-Түңгәүер)      |
| Тамьянская (баш. Тамъян)в ней 196 дворов   | 1. Коянеицкий                                  |
| Тамьянская (баш. Тамъян)в ней 196 дворов   | 2. Мылтицкий                                   |
| Тамьянская (баш. Тамъян)в ней 196 дворов   | 3. Мясоуцкий                                   |
| Тамьянская (баш. Тамъян)в ней 196 дворов   | 4. Ик Тамьянский (баш. Эйек-Тамъян)            |
| Табынская (баш. Табын) в ней 472 двора     | 1. Кубеляцкий (баш. Күбәләк)                   |
| Табынская (баш. Табын) в ней 472 двора     | 2. Телевский (баш. Теләү)                      |
| Табынская (баш. Табын) в ней 472 двора     | 3. Карагай (баш. Ҡарағай)                      |
| Табынская (баш. Табын) в ней 472 двора     | 4. Кси (баш. Кесе-Табын)                       |
| Табынская (баш. Табын) в ней 472 двора     | 5. Емурантаянский (баш. Йомран-Табын)          |
| Катайская(баш. Ҡатай) в ней 300 дворов     | 1. Идиль Катайский (баш. Иҙел-Ҡатай)           |
| Катайская(баш. Ҡатай) в ней 300 дворов     | 2. Кошек Катайский                             |
| Катайская(баш. Ҡатай) в ней 300 дворов     | 3. Инзер Катайский (баш. Инйәр-Ҡатай)          |
| Катайская(баш. Ҡатай) в ней 300 дворов     | 4. Кузгун Катайский                            |

## Административное деление
В 1725—26 в пределах Ногайской дороги зафиксировано 20 башкирских волостей и более 15 тыс. дворов, в 1775 — 25 волостей 
- Бурзянская,
- Бушмас-Кыпсакская,
- Гарей-Кыпсакская,
- Дуван-Табынская,
- Юмран-Табынская,
- Илькей-Минская,
- Кальсер-Табынская,
- Карагай-Кыпсакская,
- Кара-Табынская,
- Катайская,
- Кесе-Табынская,
- Кумрук-Табынская,
- Кырк-Уйле-Минская,
- Миркит-Минская,
- Сара(й)лы-Минская,
- Сартская,
- Суун-Кыпсакская,
- Там(ъ)янская,
- Тангаурская,
- Талтим-Юрматынская,
- Уршак-Минская,
- Усерганская,
- Санким-Кыпсакская,
- Суби-Минская,
- Юрматынская